# النزاع المائي في الشرق الأوسط وشمال إفريقيا
النزاع المائي في الشرق الأوسط وشمال إفريقيا يتركز مع ثلاثة أحواض رئيسية هي: حوض نهر الأردن وحوض نهر دجلة والفرات وحوض نهر النيل. وتغطي منطقة الشرق الأوسط وشمال إفريقيا حوالي 11.1 مليون كيلومتر مربع. هناك ثلاثة صحارى رئيسية في منطقة الشرق الأوسط وشمال أفريقيا:
- الصحراء الكبرى التي تضم قطاعات واسعة من ليبيا ومصر والجزائر والمغرب وموريتانيا
- الربع الخالي في شبه الجزيرة العربية الجنوبية.
- بادية الشام في شبه الجزيرة العربية الشمالية.

بالإضافة إلى ذلك يتم تغطية معظم إيران في الصحراء. متوسط هطول الأمطار السنوي أقل من 100 مم في 65% من المنطقة وما بين 100 و300 مم في 15% من المنطقة، وأكثر من 300 مم في المنطقة المتبقية.

## حوض نهر الأردن

### موارد المياه

خريطة الشرق الأوسط بالأقمار الصناعية

منابع نهر الأردن الثلاثة - نهر الحاصباني (التدفق المستقر السنوي من 250 مم ^ 3)، ونهر بانياس الحولة (التدفق المستقر السنوي من 125 مم ^ 3)، ونهر دان (التدفق المستقر السنوي من 250 مم ^ 3) وتنشأ هذه الروافد في لبنان وسوريا والأراضي الفلسطينية على الترتيب. ويندمجون في بحيرة الحولة ثم يتدفّقون جنوبًا ليكوّنوا نهر الأردن. إلى الجنوب مباشرة من طبريا ينضم نهر اليرموك إلى نهر الأردن. في المجموع يتدفق نهر الأردن لنحو 350 كم تبدأ من سفوح جبل الشيخ في الشمال وتنتهي في البحر الميت في الجنوب. تبلغ مساحة النهر المقدرة 1880 مليون متر مكعب في السنة و73% منها مصدره الأراضي في الدول العربية و27% منها في الأراضي الفلسطينية المحتلة. وفقًا لدراسة أجرتها USAF في سبتمبر 2000 تتم مشاركة أكثر من 90% من المياه في سوريا مع العراق وتركيا وإسرائيل ولبنان والأردن المجاورة. حوالي 36 في المائة من مصادر المياه في الأردن مع سوريا والضفة الغربية وإسرائيل.
إلى الشمال يشتمل نهر الليطاني ونهر العاصي على مستجمعات المياه في شمال بلاد الشام. على الرغم من أن منابعها قريبة جغرافيا فإن الليطاني يتدفق جنوبًا ثم غربًا إلى البحر الأبيض المتوسط بالقرب من صور ويمر عبر لبنان وحده بينما يتدفق نهر العاصي شمالًا إلى سوريا، ويدخل البحر الأبيض المتوسط حول مدينة أنطاكية. التدفق السنوي المقدّر من الليطاني والذي يبلغ 410 مليون متر مكعب في السنة كان هدفًا لحلول المياه المقترحة السورية والأردنية والإسرائيلية.
تعد المنطقة المحيطة بحوض نهر الأردن واحدة من أكثر المناطق جفافا في العالم. تحصل إسرائيل وشمال غرب الأردن على 110 سم في المتوسط من الأمطار سنويا. يمكن استغلال القليل من هذه المياه. فقط الكويت وليبيا وعُمان وسنغافورة تتلقّى أقل من الأمطار سنويًا من الأردن أو إسرائيل. في المقابل تحصل سوريا ولبنان على كمية كافية من الأمطار لدعم الزراعة وإعادة تعبئة طبقات المياه الجوفية. كما ذُكر سابقًا بينما تحصل الأجزاء الشمالية من الأردن وإسرائيل على 110 سم من الأمطار السنوية وسط الأردن والضفة الغربية تلقى 20 مليون متر مكعب / السنة. إلا أن 3 ملايين متر مكعب من هذه المياه صالحة للاستخدام.

### استهلاك الماء
تستخدم إسرائيل ما يقرب من 850 مليون متر مكعب في السنة من المياه الجوفية، منها 400 مليون متر مكعب في السنة من الطبقة الجوفية. في عام 1964 بدأت إسرائيل بسحب 320 مليون متر مكعب في السنة من نهر الأردن لصالح شركة المياه الوطنية. بحلول عام 1967، كانت شركة المياه الوطنية الإسرائيلية تستخرج حوالي 70 بالمائة من نهر الأردن قبل أن تصل إلى الفلسطينيين في الضفة الغربية. في الثمانينيات استهلك المستوطنون الإسرائيليون سبعة أضعاف كمية المياه التي يستهلكها المزارعون العرب. تظهر المصادر الأخرى اختلافًا كبيرًا ولكنه لا يزال كبيرًا. وفقًا لدراسة أُجريت في سبتمبر 2000، تستخدم إسرائيل 1180 مليون متر مكعب في السنة، أو 62 في المائة من إجمالي إمداداتها السنوية من المياه في الزراعة. بالمقارنة، يستخدم الأردن 67 مليون متر مكعب في السنة، أو 74 في المائة من إجمالي إمدادات المياه في الزراعة. ما يقرب من 48 في المائة من متوسط استخدام إسرائيل السنوي للمياه البالغ 1950 مليون متر مكعب في السنة يأتي من الأراضي التي تم الاستيلاء عليها في عام 1967. ويأتي 400 مليون متر مكعب في السنة من المياه الجوفية في الضفة الغربية، في حين يأتي 450 مليون متر مكعب في السنة من أعالي نهر الأردن ومرتفعات الجولان. وقت مبكر من عام 1981، كانت إسرائيل تستغل 99 بالمائة من مواردها المائية المتاحة.

### سياسات إمدادات المياه

#### فترة الانتداب البريطاني (1917-1948)
في عهد الانتداب البريطاني على فلسطين (1913–1948) كانت هناك ثلاث شبكات ري على طول المنحدرات الشرقية لجبال يهودا. قدمت قناة وادي القلط 3 مليون متر مكعب من المياه العذبة إلى أريحا من ينابيع عين عين وفارة وعين الفلت. بالإضافة إلى ذلك زوّدت قناة وادي عوجة وادي عوجة بـ 7 ملايين متر مكعب / السنة من المياه العذبة من ينابيع عين عوجة وقناة وادي فاريا نقلت 5 ملايين متر مكعب / عام من المياه من ينابيع عين شبلي وعين إسكا وعين بيدان. في ظل الحكم الروماني كانت قنوات نابلس والقدس نشطة أيضًا في جبال يهودا والسامرة. جلبت هذه القنوات مجتمعة 3 ملايين متر مكعب من المياه العذبة إضافية إلى سبسطية والقدس. خلال الانتداب تم استخدام 200 ينبوع صغير من المياه الجوفية وتم جمع مياه الأمطار من الصهاريج مما أسفر عن 5 ملايين متر مكعب في السنة من المياه العذبة خلال سنوات الأمطار. مع إضافة محطتين لتوليد الطاقة الكهربائية توفّران إضافة مليوني متر مكعب في السنة إلى القدس ورام الله، بلغت الطاقة المائية القصوى في جبال يهودا والسامرة 25 مليون متر مكعب في السنة.

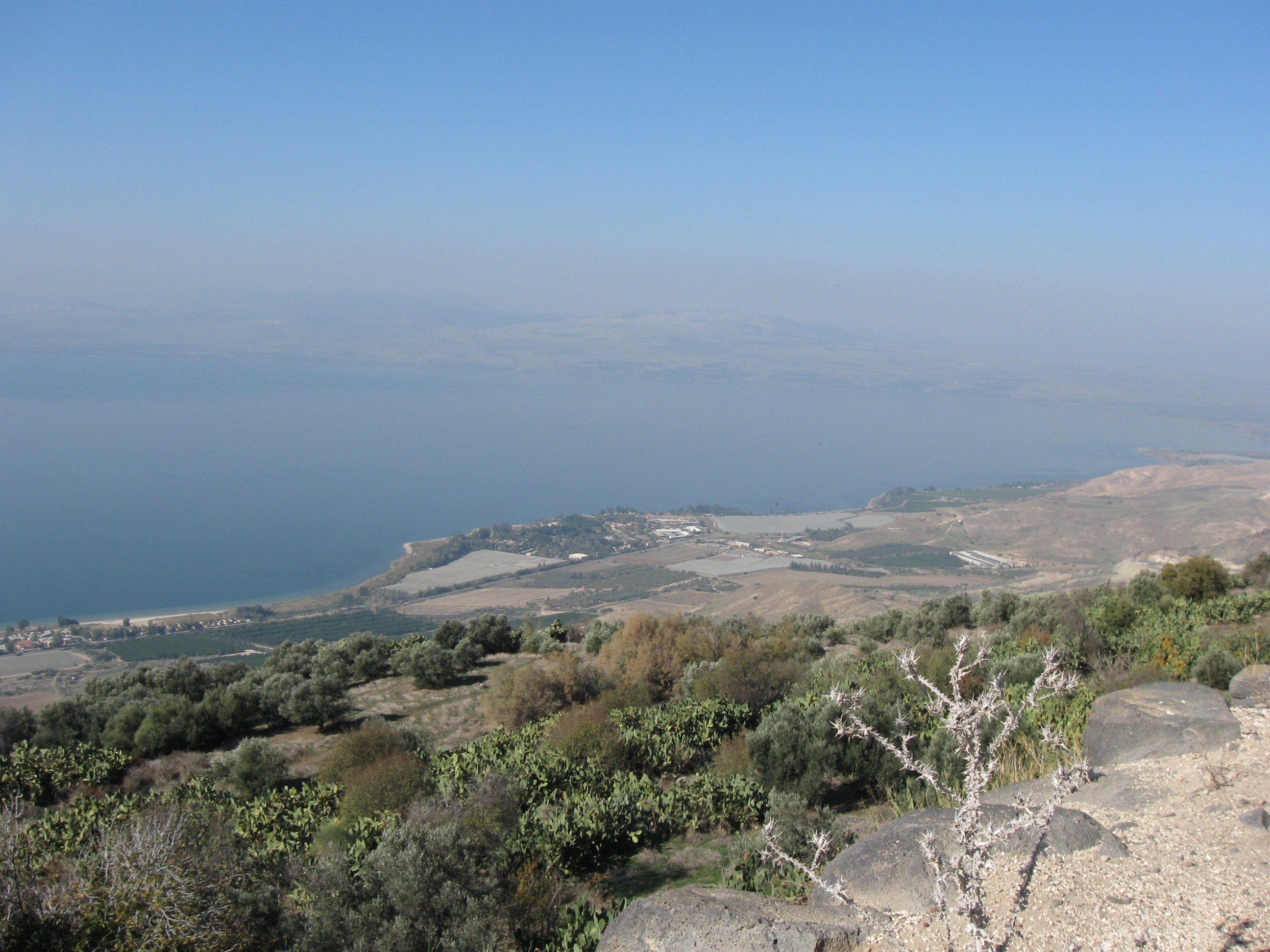
بحيرة طبريا

حاولت عدة خطط لتخصيص الموارد المائية في المنطقة خلال الانتداب البريطاني. قدمت خطة لونيدس لعام 1939 ثلاث توصيات. أولاً، اقترح تخزين مياه الفيضان لنهر اليرموك في بحيرة طبريا. ثانياً، تم تعيين كمية المياه في البحيرة لتحويلها عبر قناة الغور الشرقية واستخدامها للري شرق نهر الأردن. ثالثًا حصر استخدام مياه حوض نهر الأردن في وادي نهر الأردن. تم رفض هذا من قبل دعاة الصهاينة الذين تصوروا استخدام المياه من حوض نهر الأردن لتسوية صحراء النقب في جنوب البلاد. في المقابل اقترحت خطة لاودر ميلك بتكليف من وزارة الزراعة بالولايات المتحدة ري وادي نهر الأردن وتحويل نهري الأردن واليرموك لتوليد الطاقة الكهرومائية. في عام 1948، استخدم جايمس هايز النتائج في لاودر ميلك كأساس لخطة هايز حيث تم تحويل نهر اليرموك إلى بحيرة طبريا لتعويضها عن المياه المفقودة في تحويل نهر الأردن للأغراض الزراعية.

#### الحكم الأردني (1948-1967)
في عام 1948 أصبحت إسرائيل دولة رسميًا. سيطرت المملكة الأردنية على الموارد المائية لجبال يهودا والسامرة (الضفة الغربية). واحتفظوا بالسيطرة على المنطقة حتى حرب الأيام الستة عام 1967. تم حفر آبار إضافية خلال هذه الفترة وبلغ الحد الأقصى لإمدادات المياه في المنطقة 66 مليون متر مكعب في السنة. فقط أربع من 708 بلدة فلسطينية، كانت متصلة بإمدادات المياه في ذلك الوقت. في عام 1965 تم حفر 350 بئرًا إضافيًا، حيث تم توفير ما مجموعه 41 مليون متر مكعب في السنة. في حرب فلسطين 1947- 1949 (قام الجيش اليهودي بتدمير محطة روتنبرج الكهربائية في محاولة لمنع السيطرة العربية الحصرية على كل من نهر الأردن واليرموك. كنتيجة مباشرة للحكومة الأردنية وإغاثة الأمم المتحدة، قامت وكالة الإشغال بتكليف خطة ماكدونالد، التي تشبه خطة الأيونيدات (1939) في قصر مياه حوض نهر الأردن على وادي نهر الأردن كما دعت إلى تحويل نهر اليرموك للتخزين في بحيرة طبريا لاستخدامه في دعم التطورات الزراعية على جانبي نهر الأردن. دعمت الأردن وسوريا خطة بنجر، التي اقترحت إنشاء سد لنهر اليرموك وإنشاء محطتين لتوليد الطاقة الكهرومائية لتزويد الأردن وسوريا بالكهرباء في عام 1953. بعد بدء البناء أجبرت الضغوط المتزايدة من الولايات المتحدة الأردن وسوريا على التخلي عن خططهما. أرسلت إدارة أيزنهاور إريك جونستون كمبعوث خاص وتم تنفيذ خطة جديدة والتي شملت حصص توزيع المياه في حوض نهر الأردن. على الرغم من عدم قبول أي من الطرفين للخطة فقد تم استخدامها كأساس للعديد من مفاوضات النزاع اللاحق بشأن المياه.

#### الإدارة الإسرائيلية (1967 حتى الآن)
عندما احتلت إسرائيل الضفة الغربية في حرب الأيام الستة عام 1967 تم إعلان أن الموارد المائية في المنطقة ملك للدولة. إن للاحتلال آثاراً هائلة على الحياة اليومية للشعب الفلسطيني وإمدادات المياه: في جوانب كثيرة ينطوي الاحتلال على انتهاكات للقانون الدولي، مثل القانون الدولي لحقوق الإنسان أو القانون الدولي الإنساني. لا سيما مصادرة الأراضي وهدم الممتلكات من قبل الجيش الإسرائيلي وكذلك القيود المفروضة على حركة الأشخاص والبضائع. منذ عام 1967 يسيطر الجيش الإسرائيلي على معظم مصادر المياه. علاوة على ذلك يتم تحويل موارد المياه والسكان الفلسطينيين محرومون من الوصول إلى معظم موارد المياه. في الوقت نفسه تزعم إسرائيل أن الفلسطينيين يحفرون آبارًا غير مصرح بها. تُعتبر أجزاء كبيرة من البنية التحتية للمياه الفلسطينية بما في ذلك الخزانات والآبار وأنظمة الري غير القانونية يتم هدمها بشكل منهجي. بما أن تطوير البُنى التحتية الفلسطينية للمياه محظور في الغالب فإن شبكات الإمداد بالمياه الفلسطينية في حالة سيئة للغاية. وبهذه الطريقة فإنها تعكس الوضع السياسي الضعيف والغموض لفلسطين. نظرًا لأن معظم سكان الضفة الغربية يعتمدون على الزراعة فإن العجز المائي الفلسطيني يضعف الاقتصاد المحلي أيضًا. وبالتالي فهي تسهم بقوة في الفقر والبطالة. شكّل توزيع المياه غير المتوازن في الأراضي الفلسطينية مصطلح «الفصل العنصري للمياه».
على الرغم من صعوبة الحصول على بيانات دقيقة فإن متوسط استهلاك المياه في إسرائيل في الضفة الغربية يزيد بنحو 6 أضعاف عن متوسط استهلاك المياه الفلسطيني بحوالي 50 لترا في اليوم، وهو ما يمثّل نصف الحد الأدنى لمنظمة الصحة العالمية المستوى الموصى به. ومع ذلك هناك بيانات أخرى تظهر صورة مختلفة. من خلال استبعاد مياه الصرف الصحي المعالجة وتحلية المياه واستخدام نوع مختلف من البيانات الديموغرافية، يجادل جفيرتزمان (2012) على سبيل المثال بأن متوسط استهلاك المياه في المياه الفلسطينية والإسرائيلية في الوقت الحاضر هو نفسه تقريباً. توضح الاختلافات الضخمة في بيانات المياه الإسرائيلية والفلسطينية مدى الخلاف والعاجلة في مسألة تخصيص المياه.
حتى اليوم، لا يوجد اتفاق نهائي يمنح حقوق المياه للسكان الفلسطينيين. على الرغم من أن الأسئلة المتعلقة بالمياه كانت موضوعًا في عملية أوسلو للسلام، لم يتم حل نزاع المياه من خلال المفاوضات. في الواقع تتناول المادة 40 من «الاتفاقية المؤقتة بشأن الضفة الغربية وقطاع غزة» (1995) حقوق المياه الفلسطينية، لكنها تنص على أنه «سيتم التفاوض بشأنها في مفاوضات الوضع الدائم وتسويتها في اتفاقية الوضع الدائم المتعلقة إلى مختلف الموارد المائية». في غضون ذلك، «خلال الفترة المؤقتة، سيتم تخصيص كمية إجمالية قدرها 28.6 مليون متر مكعب في السنة» للسكان الفلسطينيين «من أجل تلبية الاحتياجات العاجلة [..] في المياه العذبة للاستخدام المنزلي». في الواقع، بسبب التوترات الإسرائيلية الفلسطينية المستمرة لم يتم التفاوض أبداً على اتفاقية الوضع الدائم. لذلك حافظ الاتفاق بشكل غير مباشر على الهيمنة الإسرائيلية على الموارد المائية وتناول مسألة العجز في المياه في الأراضي الفلسطينية المحتلة كمسألة حاجة إنسانية وليست حقًا.
علاوة على ذلك تم إنشاء لجنة المياه الإسرائيلية الفلسطينية المشتركة (JWC) لتنفيذ الاتفاقية بطريقة تعاونية. تجتمع لجان الهيدرولوجيا والهندسة والصرف الصحي والتسعير التابعة للجنة JWC بشكل دوري للموافقة على إنشاء شبكات إمدادات المياه أو منشآت الصرف الصحي. كجزء من ذلك الاتفاق، نقلت إسرائيل السيطرة على إمدادات المياه في الأراضي الفلسطينية إلى السلطة الفلسطينية. ومع ذلك فإن السلطة الفلسطينية بالكاد قادرة على الوفاء بمسؤولياتها، لأن الأعضاء الإسرائيليين في لجنة المياه المشتركة يمكنهم استخدام حق النقض ضد أي مشروع فلسطيني. علاوة على ذلك فإن أعضاء السلطة الفلسطينية غير قادرين على الوصول إلى معظم المناطق حيث يحرمهم الجيش من الوصول. والنتيجة هي أن أكثر من 33% من المياه المزودة للأراضي الفلسطينية «تتسرب من خطوط أنابيب داخلية». يعارض الجانبان أن القوانين الموضوعة في أوسلو لم تعد تتبع. نظرًا لعدم تخصيص ما يكفي من المياه للسكان الفلسطينيين، يمكن اعتبار عمل اللجنة المشتركة للمياه غير كافٍ.

## حوض نهر النيل

### موارد المياه

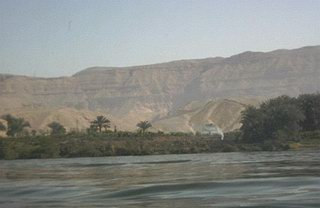
نهر النيل في مصر

نهر النيل هو حوض مائي عالمي يمر عبر 10 دول ذات سيادة مختلفة. يمر النيل عبر السودان وجنوب السودان وبوروندي ورواندا وجمهورية الكونغو الديمقراطية وتنزانيا وكينيا وأوغندا وإثيوبيا ومصر ويعتبر أطول نهر في العالم. يعد النيل المصدر الوحيد المهم للمياه في شمال إفريقيا حيث يعيش 40% من سكان أفريقيا في حوض نهر النيل. للنيل روافدان رئيسيتان: النيل الأبيض والنيل الأزرق. النيل الأبيض هو الأطول بين الاثنين حيث يرتفع في منطقة البحيرات الكبرى بوسط أفريقيا. مصدره البعيد غير معروف حيث يقع في بوروندي أو رواندا. من هناك يتدفق عبر تنزانيا وبحيرة فيكتوريا وأوغندا وجنوب السودان. ينبع النيل الأزرق من بحيرة تانا الإثيوبية، التي تتدفق إلى السودان من الجنوب الشرقي. إجمالاً، توفر المياه الأثيوبية 86% من مياه نهر النيل. يجتمع الروافدان الرئيسيان بالقرب من العاصمة السودانية الخرطوم ويتدفقان شمالًا عبر مصر وفي البحر الأبيض المتوسط.

### الحرب الأهلية السودانية
يعد الوصول إلى الموارد الرئيسية وخصوصًا المياه مصدرًا أساسيًا للحرب الأهلية في السودان. من الناحية البيئية ينقسم السودان إلى منطقة شمالية وجنوبية. الشمال مكتظ بالسكان العرب المسلمين. على الرغم من أن النيل يتدفق عبر الجزء الشمالي من السودان إلا أنه يتخطى إلى حد بعيد أحواض التصريف في مجاري التغذية والأنهار التي تدمج نفسها في النيلين الأبيض والأزرق إلى الجنوب. الجنوب ذو كثافة سكانية منخفضة لكنه أكثر خصوبة. يحصل على كمية كافية من الأمطار ويستفيد من العديد من تيارات التغذية والينابيع المنتشرة في جميع أنحاء المنطقة. أجبر استمرار الجفاف والتصحر والتوسع السكاني والحاجة إلى زيادة الإنتاج الغذائي العديد من العرب في الشمال على البحث جنوبًا عن الأراضي والموارد. لا يزال إدخال معدات الزراعة الآلية في الشمال يهدد زراعة الكفاف الجنوبية.
يتعلق نزاع المياه في السودان عادة ببناء القناة أو المشاريع الزراعية. أحد أكثر مصادر الصراع بروزًا هو مشروع قناة جونقلي، الذي بدأ في عام 1978. بدأ المشروع لسببين رئيسيين: لتصريف مياه المستنقعات لإنشاء أراضي زراعية إضافية والحفاظ على المياه التي يتم تبخرها في المستنقعات. قدرت الكمية المفقودة بسبب التبخر بـ 4000 مليون متر مكعب / السنة. دعمت كل من الحكومتين السودانية والمصرية المشروع حيث ستشارك كلاهما في فوائد المياه الإضافية. قناة جونقلي ضخمة بما يكفي لرؤيتها من الفضاء. المتوسط 210 قدم في العرض و16 قدم في العمق. هدد تصريف الأراضي الرطبة قرابة 1.7 مليون من رجال القبائل المحليين الذين اعتمدوا على المستنقعات من أجل البقاء وفي نوفمبر 1974 قام السكان المحليون بأعمال شغب في مدينة جوبا الجنوبية. بدأ الجنوبيون يتدفقون على الجيش الشعبي لتحرير السودان مما أدى إلى هجمات عنيفة على مواقع البناء على طول قناة جونقلي. في النهاية أجبروا على تعليق المشروع في عام 1984. تم حفر 250 كم من 360 كم من القناة.
كما تسبب توغل الزراعة الآلية الشمالية في جنوب السودان في نشوب صراع. تصورت الحكومة التي يسيطر عليها العرب التنمية الزراعية في الجنوب والشمال مزاحمة باستمرار على السهول الجنوبية الخصبة. مثل هذا التعدي هدد القبائل النيلية التي كانت تدير اقتصادات الماشية في الجنوب. رد الجنوبيون على التوغل الشمالي بالعداء والعنف.
اندلع الصراع مرة أخرى بين الحكومة الشمالية والجيش الشعبي لتحرير السودان فيما يتعلق بقرار الحكومة بناء سد كجبار على النيل. كان من شأن الخزان الناتج أن يضطر إلى نقل آخر القبائل النوبية المتبقية في السودان. تم إغراق جزء كبير من الوطن النوبي بعد أن تم بناء سد أسوان العالي من قبل مصر في الخمسينيات. احتج العديد من السودانيين على سد كجبار حتى أن أعضاء تحالف النوبين هددوا بالانتحار الجماعي احتجاجًا على ذلك. رفضوا عروض التعويض من الحكومة السودانية.

### الصراعات الإقليمية
بصرف النظر عن مصدر الصراع الداخلي داخل الدول تسببت المياه في توتر خارجي بين الدول ذات السيادة. في حين تستهلك مصر 99% من إمدادات مياه النيل، ينبع القليل من المياه داخل حدود مصر السيادية. غالباً ما أشعلت الاحتياجات المائية المرتفعة لشاطئ النهر الأدنى النزاع الإقليمي. هذا هو الحال في شمال أفريقيا.

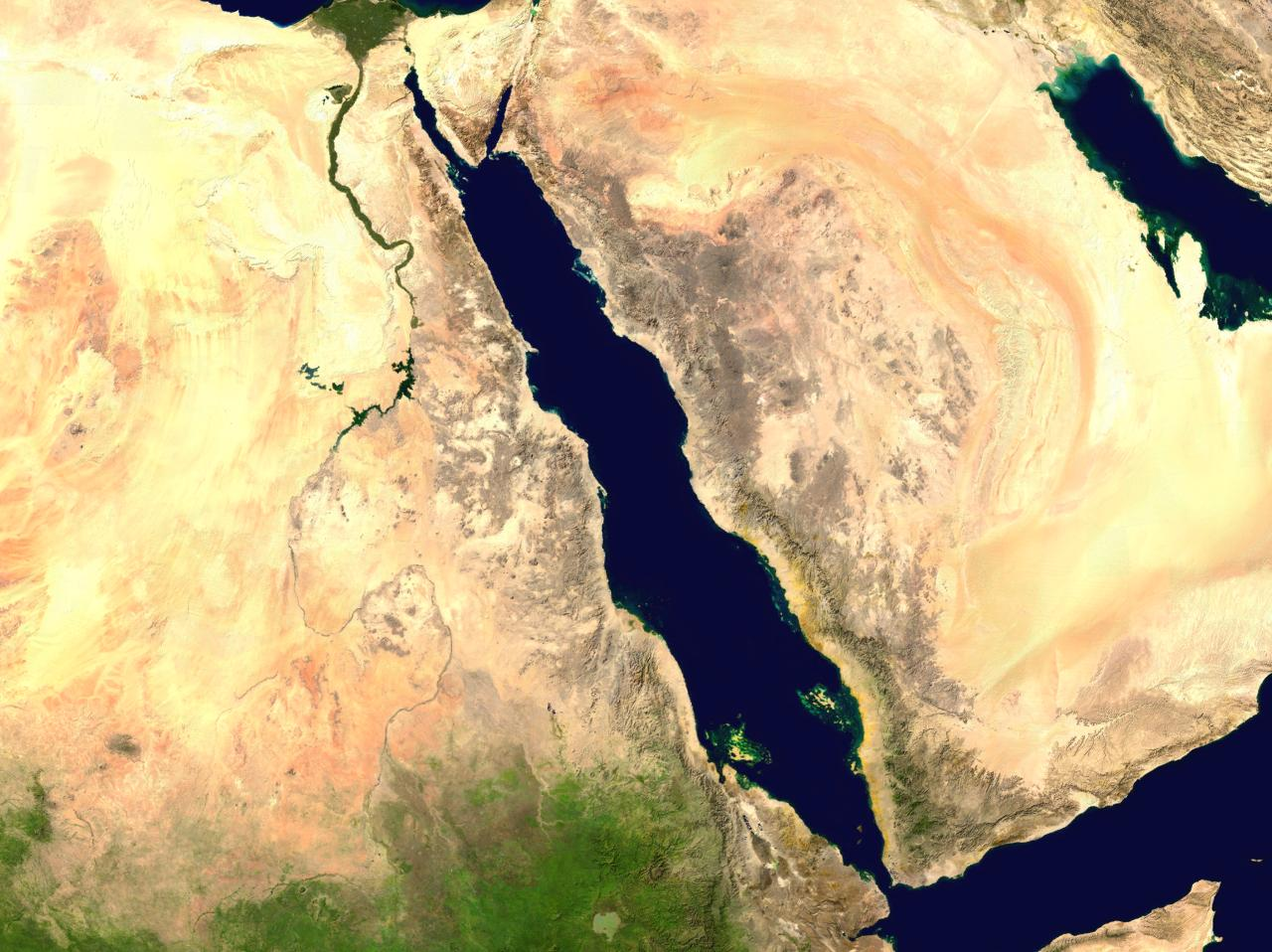
شمال شرق إفريقيا، البحر الأحمر، شبه الجزيرة العربية وشبه جزيرة سيناء

في أوائل القرن العشرين أدى النقص العالمي في القطن إلى الضغط على مصر والسودان لاستخدام الأراضي الصالحة للزراعة لزيادة إنتاج القطن. ومع ذلك يحتاج القطن إلى ري واسع النطاق وهو أقل ملائمة للمناخ المصريو السوداني مقارنة بالمحاصيل التقليدية الأخرى. عجّلت الحاجة إلى التحكم في المياه والفيضانات بمشاريع تطوير المياه على طول نهر النيل مما أدى في كثير من الأحيان إلى اشتباكات بين وزارة الخارجية البريطانية - كان السودان تحت الحكم البريطاني المصري في ذلك الوقت - وبين المصريين والسودانيين المحليين. بعد الحرب العالمية الأولى، أصبح من الواضح أن معاهدة التخصيص الرسمية ستحتاج إلى توقيع لتنظيم استخدام مياه النيل. في عام 1920، تم تشكيل لجنة مشاريع النيل. بقيادة ممثلين من الهند والمملكة المتحدة والولايات المتحدة قدرت اللجنة استخدام المياه بناءً على احتياجات استخدام المياه لكل بلد. بناءً على معدل تدفق متوسط قدره 84 مليار متر مكعب في السنة قدرت اللجنة أن الاستهلاك المصري الضروري يبلغ 58 مليار متر مكعب في السنة، في حين يعتقد أن السودان قادر على تلبية احتياجاته من الري باستخدام مياه النيل الأزرق فقط. اقترحت اللجنة أيضًا فصل أي انحراف عن متوسط تدفق المياه السنوي بالتساوي بين مصر والسودان. نتائج اللجنة، ومع ذلك، لم يتم التعامل معها. وفي عام 1920 أيضًا، اقترح البريطانيون خطة التخزين Century، وهي الخطة الأكثر شمولًا لتطوير المياه على طول نهر النيل. دعت الخطة إلى إنشاء منشأة لتخزين المياه على الحدود بين أوغندا والسودان وسد يتم بناؤه في سنار في السودان لري المناطق الواقعة جنوب السودان وسد على طول النيل الأبيض لعقد مياه الفيضان الصيفية للاستهلاك المصري في موسم الجفاف. كان المخطط البريطاني يقلق الكثير من المصريين حيث كان من المقرر بناء معظم المنشآت المائية الرئيسية خارج الأراضي المصرية. في 7 مايو 1929 وقعت مصر والسودان اتفاقية مياه النيل. استنادًا إلى النتائج التي توصلت إليها لجنة 1920 خصصت المعاهدة 4 مليارات متر مكعب في السنة للسودان، و48 مليار متر مكعب في السنة لمصر. في الفترة ما بين 20 يناير و15 يوليو، تم تخصيص مجرى النيل بالكامل للاستهلاك المصري.
في الخمسينيات استمرت مصر من جانب واحد في بناء سد أسوان العالي حتى عام 1954 عندما تم إحضار السودانيين للمفاوضات. جرت الجولة الأولى من المفاوضات بين مصر والسودان في ديسمبر 1954 ولكن تم إلغاؤها قبل التوصل إلى توافق في الآراء. اجتمعت الحكومتان مرة أخرى في أبريل 1955 وفشلت مرة أخرى في التوصل إلى حل وسط. تصاعد التوتر في عام 1958 بعد فشل الحملة المصرية في الأراضي المتنازع عليها على طول الحدود السودانية. رداً على ذلك رفع السودان سد سنار في صيف عام 1959 ونبذ فعلياً اتفاق 1929 الموقع مع مصر. وقع البلدان اتفاقية الاستخدام الكامل لمياه النيل (معاهدة مياه النيل) في 8 نوفمبر 1959. معاهدة مياه النيل على أساس معدل تدفق مياه سنوي يبلغ 84 مليار متر مكعب في السنة التالية:
- 55.5 مليار متر مكعب في السنة إلى مصر و18.5 مليار متر مكعب في السنة للسودان.
- يجب تقسيم أي اشتقاقات من متوسط تدفق المياه السنوي بالتساوي بين مصر والسودان.
- حتى عام 1977 كان السودان «يقرض» مصر 1.5 مليار متر مكعب في السنة.
- أي تطورات مستقبلية أدت إلى زيادة في تدفق مياه النيل سيتم دفعها بالتساوي بين البلدين. أي ماء ناتج كان يجب تقسيمه بالتساوي.
- ستقوم مصر بسداد السودان 15 مليون جنيه استرليني كتعويض عن الفيضانات الماضية الناتجة عن مشروعات تنمية المياه المصرية.

بالإضافة إلى ذلك أنشأت معاهدة 1959 لجنة فنية مشتركة دائمة لحل أي نزاعات في المستقبل. اتفق كل من السودان ومصر على أن احتياجات المياه لثمانية من ضفاف النهر لن تتجاوز 1 إلى ملياري متر مكعب في السنة، ووافقت كذلك على مواجهة أي تهديد لموارد النيل من خلال استجابة مصرية سودانية موحدة. كان مبنى السد العالي في أسوان في الستينيات من القرن الماضي مثيرًا للجدل لأنه غمر مناطق جنوب السودان بالقرب من وادي حلفا ونزح السكان السودانيون الذين يعيشون على طول الحدود المصرية السودانية.

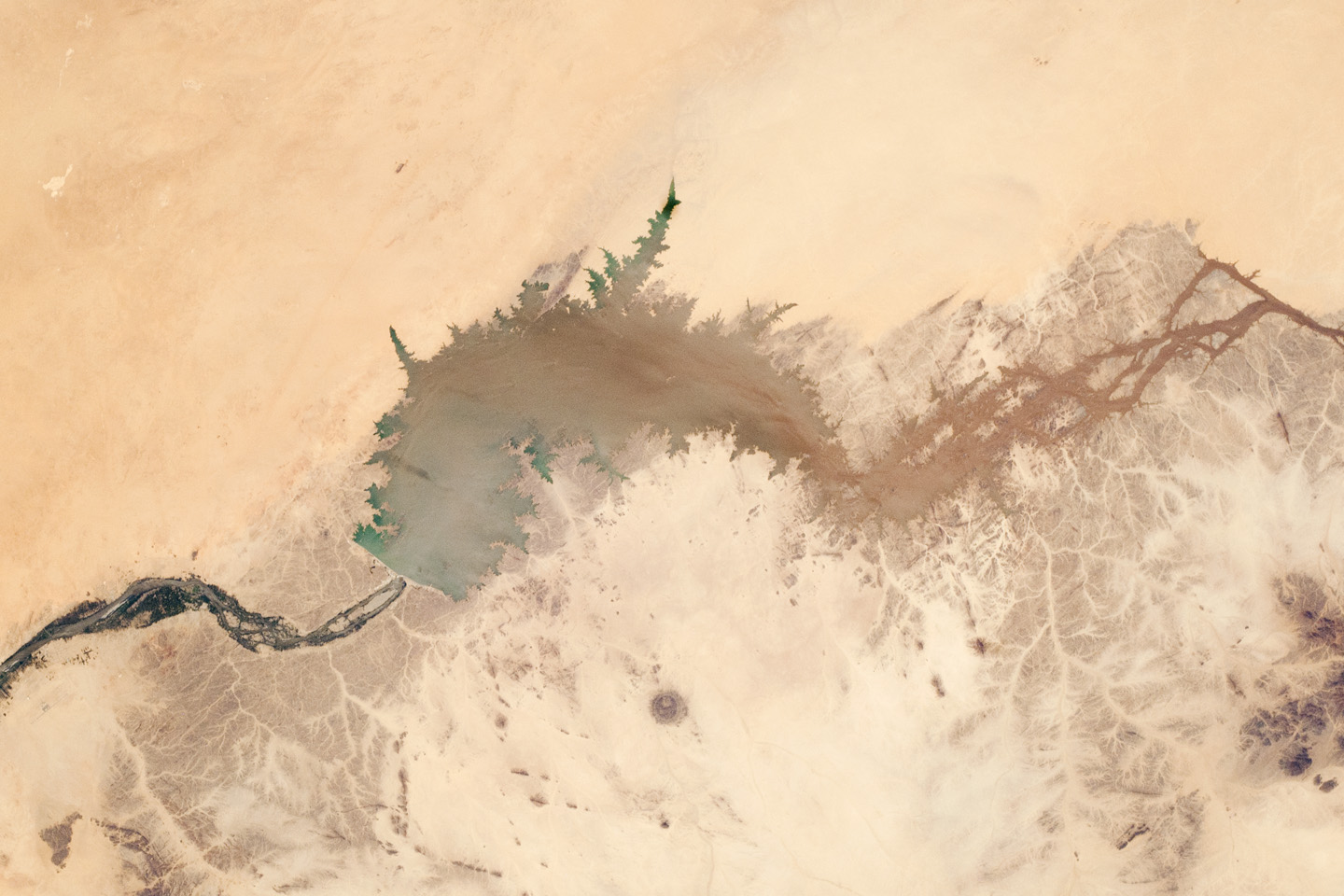
سد مروي، كما يُرى من الفضاء.

في منتصف التسعينيات، بدأت مصر مشروعًا ضخمًا جنوب أسوان. كان مشروع الدلتا الجديدة في جنوب مصر وقناة السلام في شبه جزيرة سيناء من المبادرات التي اتخذها الرئيس المصري السابق حسني مبارك لزيادة إمدادات المياه للسكان المصريين الذين يتزايد عددهم، والذي انتشر أكثر فأكثر من نهر النيل. زيادة استهلاك المياه في مصر شكل مصدرًا للصراع في المنطقة، حيث بدأ السكان على ضفاف النهر الأعلى في السودان وأثيوبيا في تأكيد حقوقهم في سد النهر من أجل تطوير الطاقة الكهرومائية. تسببت الخطط السودانية لبناء سد كجبار بالقرب من الخرطوم عند ملتقى النيلين الأبيض والأزرق في توتر دولي كبير. يخطط السودان أيضًا لبناء سد مروي جنوب كجبار وتوسيع سد الروصيرص الذي يقع على بعد 300 ميل جنوب شرق الخرطوم على النيل الأزرق. التقديرات إلى أن بناء هذه المشروعات من المحتمل أن يؤدي إلى تجاوز السودان لمخصصاته المائية من معاهدة 1959.
كما برزت إثيوبيا كلاعب رئيسي في تطوير نهر النيل. في عام 1957 أعلنوا عن نيتهم في مواصلة تطوير منابع نهر النيل داخل الأراضي الإثيوبية. بحلول عام 2000 كان قد تم بناء أكثر من 200 سد صغير على طول منابع نهر النيل. مجتمعة، ستستخدم السدود ما يقرب من 500 مليون متر مكعب / السنة من التدفق السنوي للنيل. إثيوبيا هي الدولة الوحيدة في حوض نهر النيل الذي تقدم مطالبة قانونية بمياه النيل بخلاف مصر أو السودان منذ توقيع معاهدة مياه النيل في عام 1959. كما هو الحال في مصر أدى النمو السكاني في إثيوبيا إلى زيادة في استهلاك المياه. يزيد النمو السكاني الإثيوبي عن النمو السكاني في مصر ومع وجود عدد متساوٍ تقريباً من السكان فإن الطلب على المياه في إثيوبيا قد يتجاوز قريباً مصر. إن ري نصف الأراضي الصالحة للزراعة في إثيوبيا فقط من شأنه أن يقلل تدفق المياه إلى مصب السودان ومصر بنسبة 15٪.

## حوض نهر دجلة - الفرات

### موارد المياه

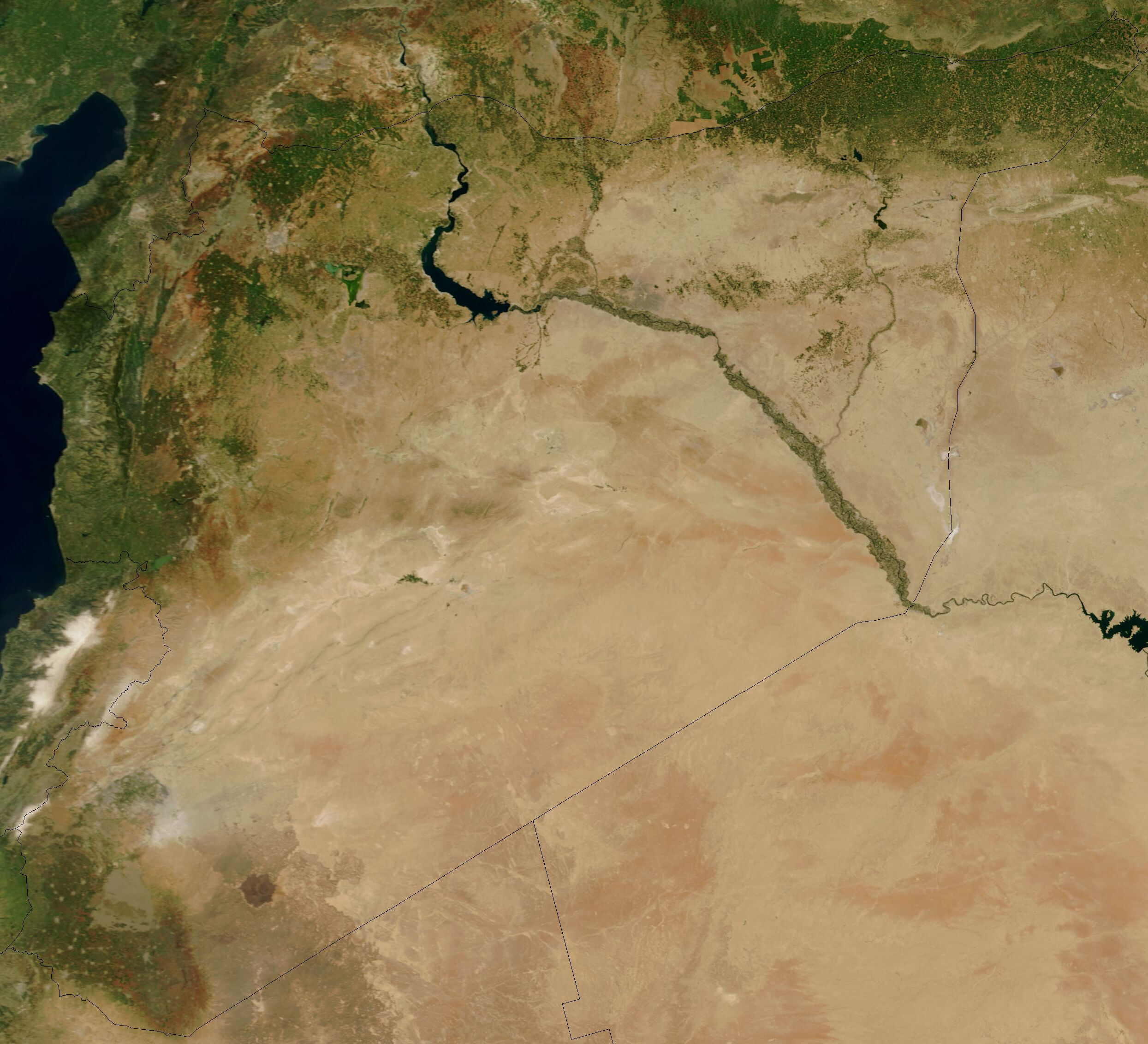
نهر الفرات في سوريا.

يتكون حوض نهر دجلة - الفرات من نهرين رئيسيين - نهر دجلة ونهر الفرات - وروافده الثانوية. ينشأ كل من نهري دجلة والفرات في جنوب شرق تركيا. تتدفق نهر دجلة من تركيا، وتتبع الحدود بين تركيا وسوريا لمدة 32 كم قبل أن تتدفق جنوبا عبر العراق. من أصله في تركيا، يتدفق نهر الفرات إلى سوريا من الشمال، قبل أن يستمر عبر العراق. يلتقي النهرين في العراق لتشكيل شط العرب، الذي يتدفق جنوبًا إلى الخليج العربي.

### الصراع الإقليمي
على الرغم من وجود توترات مائية سياسية في المنطقة لعدة قرون فإن الضغوط السكانية في الستينيات دفعت كل بلد إلى متابعة تنمية الموارد المائية من جانب واحد. وسد كيبان بني في جنوب الأناضول 1965-1973 وسوريا بنيت سد الطبقة بين 1965 و1973. ولم تكن هناك اتفاقات رسمية حتى عندما بدأ السدين في العمل عام 1973. ومع بدء عمل السدود انخفض تدفق المياه في اتجاه مجرى النهر بشكل ملحوظ. في عام 1974 وافقت سوريا على طلبًا عراقيًا وسمحت بتدفق 200 مليون متر مكعب في السنة من سد الطبقة. ومع ذلك طلب العراق في العام التالي تدخل الجامعة العربية، مشيرا إلى أن تدفق المياه التي تصل إلى العراق قد انخفض من 920 م20 / ثانية إلى 197 م³ / ثانية. ردت الحكومة السورية بادعاء أن تدفق المياه إلى سوريا قد انخفض بنسبة تزيد عن 50٪.

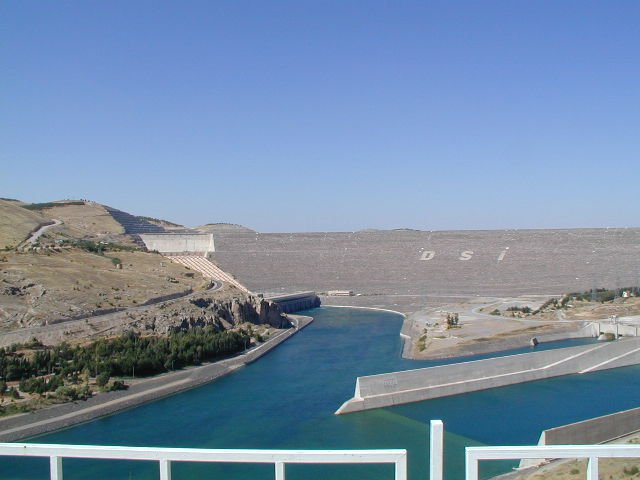
سد أتاتورك على طول نهر الفرات

بعد تبادل التصريحات العدائية المتبادلة انسحبت سوريا من لجنة جامعة الدول العربية المكلفة بحل النزاع. زاد التوتر في مايو 1975 حيث أغلقت سوريا مجالها الجوي على الرحلات الجوية العراقية وجمع البلدان القوات على حدودهما. تدخلت المملكة العربية السعودية ومع ذلك نزع فتيل الوضع مع الطرفين على التوصل إلى اتفاق تجنب العنف الوشيك. لم يتم الإعلان عن شروط الاتفاقية على الإطلاق، لكن مصادر عراقية قالت سرا إن سوريا سُمح لها بالاحتفاظ بـ 40% من المياه في نهر الفرات تتدفق عبر بلدها، في حين أن 60% من المياه كانت ستسمح بالتدفق جنوبا عبر العراق..
لا يزال مشروع جنوب شرق الأناضول (الاسم المختصر التركي: GAP) يمثل مصدر توتر في المنطقة. GAP هو مشروع هيدروليكي ضخم، يتكون من 21 سداً و19 منشأة كهرومائية. سيتم استخدام المياه لتوليد 26 مليار كيلووات / ساعة من الكهرباء مع القدرة المركبة من 7500 ميجاوات وري 1.65 مليون هكتار من الأراضي. في عام 1987، قام رئيس الوزراء التركي تورغوت أوزال بتوقيع اتفاقية تضمن تدفقًا أدنى بحد أدنى 500 مليون متر مكعب في السنة إلى سوريا. عقدت المحادثات بين تركيا وسوريا والعراق مرة أخرى في يناير 1990 عندما أغلقت تركيا تدفق نهر الفرات لمدة 30 يومًا عن طريق إغلاق أبواب سد أتاتورك. أصر العراق على أن تسمح تركيا بحد أدنى 500 مليون متر مكعب في السنة بالمرور إلى سوريا ولكن تم تعليق المفاوضات بسبب اندلاع حرب الخليج الأولى. فشلت المفاوضات بعد الحرب في سبتمبر 1992 في التوصل إلى اتفاق.

## السلام الأزرق
أثبتت طريقة السلام الأزرق التي تسعى إلى تحويل قضايا المياه العابرة للحدود إلى أدوات للتعاون فعاليتها في حالات مثل الشرق الأوسط وحوض النيل. تم تطوير هذا النهج الفريد لتحويل التوترات حول المياه إلى فرص للتنمية الاقتصادية والاجتماعية من قبل مجموعة الاستشراف الاستراتيجي بالشراكة مع حكومتي سويسرا والسويد. أظهر تقرير حديث بعنوان «التعاون في مجال المياه من أجل عالم آمن» نشرته مجموعة الاستشراف الاستراتيجي أن التعاون النشط في مجال المياه بين الدول يقلل من مخاطر الحرب. تم التوصل إلى هذا الاستنتاج بعد دراسة العلاقات المائية عبر الحدود في أكثر من 200 حوض نهري مشترك في 148 دولة. تواجه دول الشرق الأوسط خطر الحرب لأنها تجنبت التعاون الإقليمي لفترة طويلة. يقدم التقرير أمثلة على التعاون الناجح، والذي يمكن استخدامه من قبل دول الشرق الأوسط.
إن تحديات الأمن المائي لها تكاليف بشرية كبيرة ولها تأثير أكبر بكثير على الشرق الأوسط. يقترن دائمًا انعدام الأمن المائي بقضية واحدة أو أكثر مثل الفقر والحرب والصراع وتدني تنمية المرأة وتدهور البيئة. تم توثيق هذه الآثار المدمرة في تقريرين صدر في عام 2015: «طاقة كهرومائية غير آمنة: أزمة البقاء في الشرق الأوسط» و«الماء والعنف: أزمة البقاء في الشرق الأوسط».